# 420

## Esdeveniments
- S'inicia la tercera dinastia de Xampa amb Fan Yang Mai

## Necrològiques
- 30 de setembre - Betlem (Palestina): Sant Jeroni, autor de la Vulgata, la traducció de la Bíblia al llatí (n. circa 342).